# 5. základní expedice (Mir)
5. základní expedice, zkráceně EO-5 (rusky 5-я основная экспедиция, ЭО-5), na Mir byla trvalá (celkově desátá) expedice vyslaná Sovětským svazem na jeho vesmírnou stanici Mir. Expedice byla zahájena 5. září 1989 startem kosmické lodi Sojuz TM-8 a trvala do přistání téže lodi 19. února 1990. Výprava byla dvoučlenná a skládala se z velitele Alexandra Viktorenka a palubního inženýra Alexandra Serebrova.

## Posádka
| Pozice          | Kosmonaut                           |
| --------------- | ----------------------------------- |
| Velitel         | Alexandr Viktorenko, (2) CPK        |
| Palubní inženýr | Alexandr Serebrov, (3) NPO Eněrgija |

V závorkách je uveden dosavadní počet letů do vesmíru včetně této expedice.
| Pozice          | Záložní posádka                 |
| --------------- | ------------------------------- |
| Velitel         | Anatolij Solovjov, CPK          |
| Palubní inženýr | Alexandr Balandin, NPO Eněrgija |

## Průběh expedice

### Sestavení posádky a zahájení expedice
Příprava kosmonautů k pátému dlouhodobému letu na stanici Mir začala v prosinci 1988, kdy se záložní a rezervní posádka 4. expedice posunuly na místa hlavní a záložní posádky expedice páté. V hlavní posádce byli Alexandr Viktorenko (velitel) a Alexandr Serebrov (palubní inženýr), v záložní Anatolij Solovjov a Alexandr Balandin. Výprava měla odstartovat k Miru 19. dubna 1989 a vystřídat 4. základní expedici. Jejím úkolem bylo, mimo jiné, vyzkoušení autonomní manévrovací jednotky (SPK, средство передвижения космонавта), kterou měl na stanici Mir přivézt nový modul Kvant-2. Start modulu však byl odložen a proto byl Serebrov, cvičící let s SPK, v únoru odsunut do záložní posádky (s tím, že poletí v 6. expedici). Opačným směrem se posunul Balandin.
V dubnu však byla kosmická loď Sojuz, kterou měla expedice letět, během přípravných prací na kosmodromu Bajkonur poškozena a nezbylo než let expedice odložit na podzim. Balandin a Serebrov se poté vrátili na svá původní místa.
Expedice začala startem kosmické lodi Sojuz TM-8 z kosmodromu Bajkonur 5. září 1989 v 21:38:01 UTC, se stanicí Mir se loď spojila 7. září v 22:25:35 UTC.

### Průběh letu

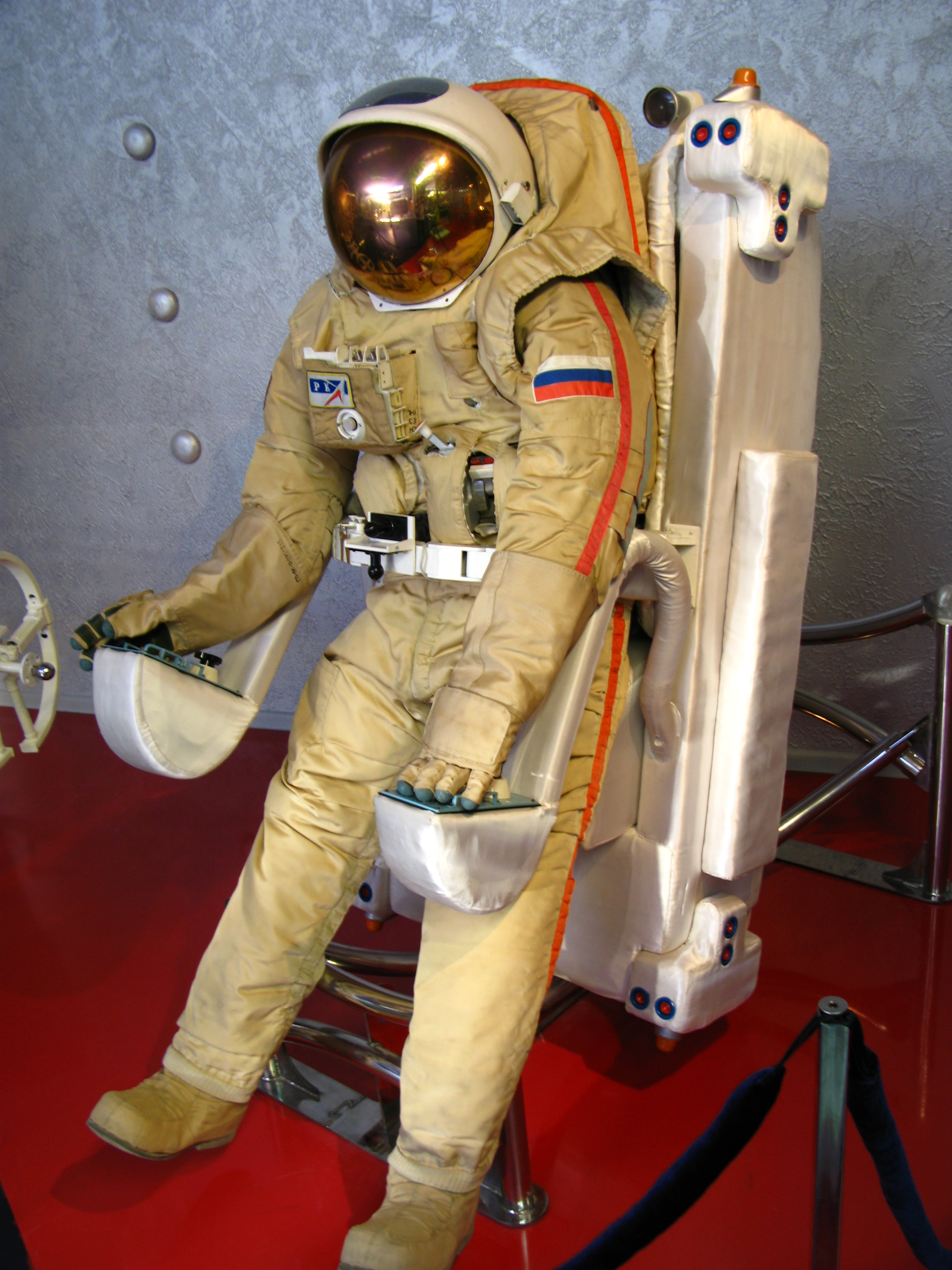
Sovětský skafandr a manévrovací křeslo v muzeu Památníku pokořitelů kosmu

Po spojení se stanicí ji kosmonauti několik dnů oživovali. Dne 10. září přijali zásobovací loď Progress M-1, první z modernizované série, s celkem 2,7 tunami nákladu. Souběžně s vykládkou lodi se kosmonauti věnovali i vědě – observatoř Rentgen v modulu Kvant využili k pozorování centra Mléčné dráhy a rentgenového zdroje Sco X-1 v souhvězdí Štíra. V dalších týdnech Viktorenko a Serebrov střídavě pracovali s zařízením Gallar, určeným k výrobě vysoce kvalitních polovodičových materiálů; dalekohledem Glazar fotografovali hvězdy; věnovali se lékařsko–biologickým výzkumům, studiu zemské atmosféry a fotografování vybraných oblastí zemského povrchu.
Dne 1. prosince odletěl Progress M-1. Nový modul Kvant-2 se, po několika odkladech startu, připojil ke stanici na druhý pokus (první 2. prosince byl neúspěšný) 6. prosince. Modul byl určen pro dovybavení Miru zařízením, které pro příliš velkou hmotnost nemohlo být umístěno v základním bloku. Nacházela se v něm i větší komora pro výstup do otevřeného prostoru, systém regenerace pitné vody a sprchový kout. Nesl také dva solární panely. Posádka modul oživila a propojila jeho systémy se systémy stanice, na stanici instalovali akumulátory přivezené v modulu.
Další zásobovací Progress přiletěl 22. prosince 1989. Už následující den kosmonauti zahájili biotechnologické experimenty, které loď přivezla (např. pěstovali řasy Chlorella a tkáně rýže).
V lednu 1990 posádka provedla sérii výstupů do otevřeného vesmíru. První posádka provedla 8. ledna 1990. Namontovali orientační čidla a sebrali z povrch stanice materiály vystavené působení kosmického prostoru. Druhý výstup následoval 11. ledna. Náhradou za staré umístili na povrchu stanice nové vzorky; umístili přístroj Afra E určený ke sledování ionosféry a magnetosféry a odstranili panel s přístrojem registrujícím mikrometeority. Třetí výstup 26. ledna, už z přechodové komory Kvantu-2, byl zaměřen na vyzkoušení nových skafandrů Orlan DMA.
Počínaje 28. lednem kosmonauti zahájili program Hvězdné vyučování, sestávající celkem z 28 lekcí. Při čtvrtém a pátém výstupu kosmonautů ve dnech 1. a 5. února Serebrov vyzkoušel autonomní manévrovací jednotku Ikaros (SPK, средство передвижения космонавта). Analogické „kosmické křeslo“ vyvinula i americká NASA, ale ani jedno se po vyzkoušení už nepoužívalo.
Loď Sojuz TM-9 s novou, 6. základní posádkou přiletěla 12. února 1990. Viktorenko a Serebrov se přivítali s hosty – Anatolijem Solovjovem a Alexandrem Balandinem. Během týdne nováčci převzali stanici a 19. února 1990 ve 01:06 UTC Viktorenko se Serebrovem z Miru odletěli se svou lodí Sojuz TM-8. Přistáli ve 04:36 UTC v Kazachstánu 55 km severovýchodně od Arkalyku.